# 1907 w sztukach plastycznych
Wydarzenia w sztukach plastycznych i wizualnych w 1907 roku.

## Wydarzenia
- W Paryżu odbyła się pierwsza wystawa sztuki kubistycznej[1].
- 14 lutego otwarto dla publiczności Lwowską Galerię Sztuki[2].

## Malarstwo
- Marc Chagall

Dziewczynka na sofie (Mariaska) – olej na płótnie
- Julian Fałat

Śnieg – olej na płótnie, 70x86 cm
- Ivan Grohar(inne języki)

Siewca – olej na płótnie, 108x120 cm
- Edward Hopper

Le Pont de Arts
- Amedeo Modigliani

Głowa kobiety (1906-1907)
- Claude Monet

Nenufary
- Pablo Picasso

Panny z Awinionu

## Grafika
- Marc Chagall

Ojciec artysty (ok. 1907) – tusz i sepia

## Rzeźba
- Constantin Brâncuși

Pocałunek

## Zmarli
- 3 sierpnia - Augustus Saint-Gaudens (ur. 1848), amerykański rzeźbiarz
- 12 września - Józef Balukiewicz (ur. 1831), polski malarz
- 5 grudnia - Charles Leickert (ur. 1816), belgijski malarz